# Олонецький Шлюз
Олонецький Шлюз (рос. Олонецкий Шлюз) — хутір Бокситогорського району Ленінградської області Росії. Входить до складу Великодвірського сільського поселення.
Населення — 0 осіб (2012 рік).

## Сучасність
10 липня 2007 на Законодавчих зборах Ленінградської області розглядалося питання про скасування 4 населених пунктів, включаючи Олонецький Шлюз, у зв'язку з відсутністю проживаючого населення, проте законопроєкт був відхилений.